# Setaphis
Setaphis Simon, 1893 è un genere di ragni appartenente alla famiglia Gnaphosidae.

## Distribuzione
Le 21 specie note di questo genere sono state reperite nell'area del Mediterraneo, in Africa, nelle isole Canarie, nelle isole Capo Verde, in Asia centrale e nelle Filippine.

## Tassonomia
Le specie di questo genere reperite in Sudafrica hanno vari caratteri in comune con Zelotes albomaculatus (O. Pickard-Cambridge, 1901); probabilmente ne andrà rivista la collocazione durante un prossimo studio sul genere.
Non sono stati esaminati esemplari di questo genere dal 2011.
Attualmente, a gennaio 2016, si compone di 21 specie:
1. Setaphis algerica (Dalmas, 1922) — Spagna, Algeria
2. Setaphis atlantica (Berland, 1936) — Isole Capo Verde
3. Setaphis browni (Tucker, 1923) — dall'Africa centrale e meridionale al Pakistan, India
4. Setaphis canariensis (Simon, 1883) — Isole Canarie
5. Setaphis carmeli (O. Pickard-Cambridge, 1872) — Mediterraneo
6. Setaphis fuscipes (Simon, 1885) — dal Marocco a Israele
7. Setaphis gomerae (Schmidt, 1981) — Isole Canarie
8. Setaphis jocquei Platnick & Murphy, 1996 — Costa d'Avorio
9. Setaphis makalali FitzPatrick, 2005 — Sudafrica
10. Setaphis mediterranea Levy, 2009 — Israele
11. Setaphis mollis (O. P.-Cambridge, 1874) — Africa settentrionale, Israele
12. Setaphis murphyi Wunderlich, 2011 — isole Canarie
13. Setaphis parvula (Lucas, 1846)[2] — Mediterraneo occidentale
14. Setaphis salrei Schmidt, 1999 — Isole Capo Verde
15. Setaphis sexmaculata Simon, 1893 — Sudafrica
16. Setaphis simplex (Simon, 1885) — Tunisia
17. Setaphis spiribulbis (Denis, 1952) — Marocco
18. Setaphis subtilis (Simon, 1897) — Africa occidentale, dal Sudafrica alle Filippine
19. Setaphis villiersi (Denis, 1955) — Niger, Somalia, Etiopia
20. Setaphis walteri Platnick & Murphy, 1996 — Isole Canarie
21. Setaphis wunderlichi Platnick & Murphy, 1996 — Isole Canarie

### Specie trasferite
1. Setaphis anchoralis Purcell, 1908; trasferita al genere Zelotes Gistel, 1848[1].
2. Setaphis arcus Tucker, 1923; trasferita al genere Ibala Fitzpatrick, 2009.
3. Setaphis bechuanica Purcell, 1908; trasferita al genere Zelotes Gistel, 1848.
4. Setaphis bicolor Simon, 1908; trasferita al genere Zelotes Gistel, 1848.
5. Setaphis bilinearis Tucker, 1923; trasferita al genere Ibala Fitzpatrick, 2009.
6. Setaphis bulawayensis Tucker, 1923; trasferita al genere Ibala Fitzpatrick, 2009.
7. Setaphis calviniensis Tucker, 1923; trasferita al genere Ibala Fitzpatrick, 2009.
8. Setaphis hessei Lawrence, 1928; trasferita al genere Ibala Fitzpatrick, 2009.
9. Setaphis kaokoensis Lawrence, 1928; trasferita al genere Ibala Fitzpatrick, 2009.
10. Setaphis lapidaria Lawrence, 1928; trasferita al genere Ibala Fitzpatrick, 2009.
11. Setaphis lightfooti Tucker, 1923; trasferita al genere Zelotes Gistel, 1848
12. Setaphis omuramba Lawrence, 1927; trasferita al genere Ibala Fitzpatrick, 2009.
13. Setaphis quadrativulva Lawrence, 1927; trasferita al genere Ibala Fitzpatrick, 2009.

### Sinonimi
- Setaphis berlandi (Denis, 1945); trasferita dal genere Camillina e posta in sinonimia con S. subtilis (Simon, 1897) a seguito di un lavoro degli aracnologi Platnick & Murphy del 1996[1].
- Setaphis brachialis (Garneri, 1902); trasferita dal genere Zelotes e posta in sinonimia con S. carmeli (O. Pickard-Cambridge, 1872) a seguito di un lavoro degli aracnologi Platnick & Murphy del 1996.
- Setaphis caporiaccoi (Roewer, 1951); trasferita dal genere Zelotes e posta in sinonimia con S. fuscipes (Simon, 1885) a seguito di uno studio di Levy (1998c), contra una precedente nota dell'aracnologa Di Franco in un lavoro degli aracnologi Platnick & Murphy del 1996.
- Setaphis convoluta (Denis, 1953); trasferita dal genere Zelotes e posta in sinonimia con S. subtilis (Simon, 1897) a seguito di un lavoro degli aracnologi Platnick & Murphy del 1996.
- Setaphis fibulata (Berland, 1936); posta in sinonimia con S. atlantica (Berland, 1936) a seguito di un lavoro degli aracnologi Platnick & Murphy del 1996.
- Setaphis lubrica (Simon, 1905); trasferita dall'ex-genere Melicymnis tramite un lavoro di Roewer e posta in sinonimia con S. subtilis (Simon, 1897) a seguito di un lavoro degli aracnologi Platnick & Murphy del 1996.
- Setaphis lucasi Roewer, 1951; posta in sinonimia con S. parvula (Lucas, 1846) a seguito di un lavoro degli aracnologi Platnick & Murphy del 1996.
- Setaphis lutea (Tucker, 1923); trasferita dal genere Camillina e posta in sinonimia con S. subtilis (Simon, 1897) a seguito di un lavoro degli aracnologi Platnick & Murphy del 1996.
- Setaphis mandae (Tikader & Gajbe, 1977); trasferita dal genere Nodocion e posta in sinonimia con S. browni (Tucker, 1923) a seguito di un lavoro degli aracnologi Platnick & Murphy del 1996.
- Setaphis oppenheimeri (Tikader, 1973); trasferita dal genere Drassodes e posta in sinonimia con S. subtilis (Simon, 1897) a seguito di un lavoro degli aracnologi Platnick & Murphy del 1996.
- Setaphis pharetratus (Karsch, 1881); trasferita dal genere Echemus e posta in sinonimia con S. mollis (O. Pickard-Cambridge, 1874) a seguito di uno studio degli aracnologi Bosmans & Janssen del 1999.
- Setaphis stylus (Di Franco, 1994); trasferita dal genere Zelotes e posta in sinonimia con S. fuscipes (Simon, 1885); è anche palese sinonima di S. caporiaccoi.
- Setaphis suavis (Simon, 1878); posta in sinonimia con S. parvula (Lucas, 1846) a seguito di un lavoro di Platnick & Murphy, 1996 e dopo analoghe considerazioni espresse dall'aracnologo Pavesi in un lavoro del 1884.
- Setaphis vivesi (Marinaro, 1967); trasferita dal genere Camillina e posta in sinonimia con S. algerica (Dalmas, 1922) a seguito di un lavoro degli aracnologi Platnick & Murphy del 1996.